# 布雷纳 (多姆山省)
布雷纳（法語：Brenat）是法国多姆山省的一个市镇，属于伊苏瓦尔区（Issoire）索克西朗热县（Sauxillanges）。该市镇总面积8.83平方公里，2009年时的人口为580人。

## 人口
布雷纳人口变化图示